# 丁旿
丁旿（?—?），東晉末年人物，任太尉刘裕府内直督护。
义熙九年三月丙寅日（413年4月17日），太尉刘裕伐刘毅班师返回建康，监太尉留府事诸葛长民知刘裕回来了，惊讶之馀亦到东府见刘裕，刘裕也命壮士丁旿躲起来，用杖击杀诸葛长民。诸葛长民弟诸葛黎民，骁勇过人，被捕杀时与捕捉他的丁旿苦战而死。當時，建康人都恨诸葛长民兄弟橫行不法，說：“弗跋扈，付丁旿”。义熙十一年（415年），刘裕进攻平西将军、荆州刺史司马休之，刘裕女婿徐逵之迎戰竟陵太守鲁轨，徐逵之阵亡。刘裕命丁旿收徐逵之尸体并加以殡葬。逵之妻劉興弟向丁旿询问送殓情况时，每问一句辄叹一声“丁督护”，至为哀切。后人即制为《丁督护曲》。